# Saison 8 de The Practice : Donnell et Associés
Chronologie
Saison 7
Cet article présente le guide de la huitième saison de la série  The Practice : Donnell et Associés (The Practice).

## Épisodes

### Épisode 1:La Défense d’autrui
- Titre original :  We The People

- Numéro(s) : 147 (8.1)

- Scénariste(s) : David Edward Kelley

- Réalisateur(s) : Dennis Smith

- Diffusion(s) :

- -  États-Unis : 28 septembre 2003 sur ABC

- -  France :

- Résumé :

### Épisode 2:Les Élus
- Titre original : The Chosen - Part 1

- Numéro(s) : 148 (8.2)

- Scénariste(s) : David Edward Kelley

- Réalisateur(s) : Leslie Libman

- Diffusion(s) :

- -  États-Unis : 5 octobre 2003 sur ABC

- -  France :

- Résumé :

### Épisode 3:Sexe, mensonge et tribunal
- Titre original : Cause of Action - Part 2

- Numéro(s) : 149 (8.3)

- Scénariste(s) : David Edward Kelley

- Réalisateur(s) : Christina M. Musrey

- Diffusion(s) :

- -  États-Unis : 12 octobre 2003 sur ABC

- -  France :

- Résumé :

### Épisode 4:La Tête de Sainte-Catherine
- Titre original : Blessed Are They - Part 3

- Numéro(s) : 150 (8.4)

- Scénariste(s) : David Edward Kelley

- Réalisateur(s) :Simon Curtis

- Diffusion(s) :

- -  États-Unis : 19 octobre 2003 sur ABC

- -  France :

- Résumé :

### Épisode 5:Faute professionnelle
- Titre original :  The Heat of Passion - Part 1

- Numéro(s) : 151 (8.5)

- Scénariste(s) : David Edward Kelley & Lukas Reiter

- Réalisateur(s) : Nick Gomez

- Diffusion(s) :

- -  États-Unis : 26 octobre 2003 sur ABC

- -  France :

- Résumé :

### Épisode 6:Suprématie
- Titre original : The Lonely People - Part 2

- Numéro(s) : 152 (8.6)

- Scénariste(s) : David Edward Kelley & Lukas Reiter

- Réalisateur(s) : Christina M. Musrey

- Diffusion(s) :

- -  États-Unis : 2 novembre 2003 sur ABC

- -  France :

- Résumé :

### Épisode 7:Accusé de viol
- Titre original : Rape Shield

- Numéro(s) : 153 (8.7)

- Scénariste(s) : David Edward Kelley

- Réalisateur(s) : Jeannot Szwarc

- Diffusion(s) :

- -  États-Unis : 9 novembre 2003 sur ABC

- -  France :

- Résumé :

### Épisode 8:Alan Shore fait du zèle
- Titre original : Concealing Evidence

- Numéro(s) : 154 (8.8)

- Scénariste(s) : David Edward Kelley & Lukas Reiter

- Réalisateur(s) : Bill D'Elia

- Diffusion(s) :

- -  États-Unis : 23 novembre 2003 sur ABC

- -  France :

- Résumé :

### Épisode 9:Le Droit des victimes
- Titre original : Victims' Rights

- Numéro(s) : 155 (8.9)

- Scénariste(s) : David Edward Kelley & Peter Blake

- Réalisateur(s) : Jeannot Szwarc

- Diffusion(s) :

- -  États-Unis : 30 novembre 2002 sur ABC

- -  France :

- Résumé :

### Épisode 10:Justice pour tous
- Titre original : Equal Justice

- Numéro(s) : 156 (8.10)

- Scénariste(s) : David Edward Kelley

- Réalisateur(s) : Andy Wolk

- Diffusion(s) :

- -  États-Unis : 7 décembre 2003 sur ABC

- -  France :

- Résumé :

### Épisode 11:Aveu sous la torture
- Titre original : Police State

- Numéro(s) : 157 (8.11)

- Scénariste(s) : David Edward Kelley

- Réalisateur(s) : Andy Wolk

- Diffusion(s) :

- -  États-Unis : 11 janvier 2004 sur ABC

- -  France :

- Résumé :

### Épisode 12:Le Justicier
- Titre original : Avenging Angels

- Numéro(s) : 158 (8.12)

- Scénariste(s) : David Edward Kelley & Peter Blake

- Réalisateur(s) : Joseph Berger-Davis

- Diffusion(s) :

- -  États-Unis : 18 janvier 2004 sur ABC

- -  France :

- Résumé :

### Épisode 13:Retour à Denham
- Titre original : Going Home - Part 1

- Numéro(s) : 159 (8.13)

- Scénariste(s) : David Edward Kelley

- Réalisateur(s) : Michael Zinberg

- Diffusion(s) :

- -  États-Unis : 15 février 2004 sur ABC

- -  France :

- Résumé :

### Épisode 14:Confession
- Titre original : Pre-Trial Blues - Part 2

- Numéro(s) :160 (8.14)

- Scénariste(s) : David Edward Kelley

- Réalisateur(s) : Christina M. Musrey

- Diffusion(s) :

- -  États-Unis : 24 février 2004 sur ABC

- -  France :

- Résumé :

### Épisode 15:Maître Shore est de retour
- Titre original : Mr. Shore Goes to Town - Part 3

- Numéro(s) : 161 (8.15)

- Scénariste(s) : David Edward Kelley

- Réalisateur(s) : Dennis Smith

- Diffusion(s) :

- -  États-Unis : 7 mars 2004 sur ABC

- -  France :

- Résumé :

### Épisode 16:Bonne conscience
- Titre original : In Good Conscience - Part 1

- Numéro(s) : 162 (8.16)

- Scénariste(s) : David Edward Kelley

- Réalisateur(s) : Kelli Williams

- Diffusion(s) :

- -  États-Unis : 14 mars 2004 sur ABC

- -  France :

- Résumé :

### Épisode 17:Guerre des roses
- Titre original : War of the Roses - Part 2

- Numéro(s) : 163 (8.17)

- Scénariste(s) : David Edward Kelley

- Réalisateur(s) : Joseph Berger-Davis

- Diffusion(s) :

- -  États-Unis : 21 mars 2004 sur ABC

- -  France :

- Résumé :

### Épisode 18:Le Cas Alan Shore
- Titre original : The Case Against Alan Shore - Part 3

- Numéro(s) : 164 (8.18)

- Scénariste(s) : David Edward Kelley

- Réalisateur(s) : Bill D'Elia

- Diffusion(s) :

- -  États-Unis : 28 mars 2004 sur ABC

- -  France :

- Résumé :

### Épisode 19:Le Cabinet
- Titre original : The Firm

- Numéro(s) : 165 (8.19)

- Scénariste(s) : David Edward Kelley

- Réalisateur(s) : Christina M. Musrey

- Diffusion(s) :

- -  États-Unis : 18 avril 2004 sur ABC

- -  France :

- Résumé :

### Épisode 20:La Candidature
- Titre original : Comings and Goings

- Numéro(s) : 166 (8.20)

- Scénariste(s) : David Edward Kelley

- Réalisateur(s) : Jeannot Szwarc

- Diffusion(s) :

- -  États-Unis : 25 avril 2004 sur ABC

- -  France :

- Résumé :

### Épisode 21:Le Retour de Bobby
- Titre original : New Hoods on the Block

- Numéro(s) : 167 (8.21)

- Scénariste(s) : David Edward Kelley, & Frank Renzulli

- Réalisateur(s) : Bill D'Elia

- Diffusion(s) :

- -  États-Unis : 2 mai 2004 sur ABC

- -  France :

- Résumé :

### Épisode 22:Vers une nouvelle vie…
- Titre original : Adjourned

- Numéro(s) : 168 (8.22)

- Scénariste(s) : David Edward Kelley

- Réalisateur(s) : Jeannot Szwarc

- Diffusion(s) :

- -  États-Unis : 16 mai 2004 sur ABC

- -  France :

- Résumé :